# 4938 Papadopoulos
A 4938 Papadopoulos (ideiglenes jelöléssel (4938) 1986 CQ1) a Naprendszer kisbolygóövében található aszteroida. Henri Debehogne fedezte fel 1986. február 5-én.